# Лучший снайпер женской НБЛ
Лучший снайпер женской НБЛ (англ. WNBL Top Shooter Award) — ежегодная награда, присуждаемая лучшему снайперу женской национальной баскетбольной лиги (ЖНБЛ) по итогам регулярного чемпионата, начиная с самого первого сезона (1981), которым считается игрок с самым большим средним показателем очков за встречу. Рекорд по набранным очкам в сезоне принадлежит Пенни Тейлор, которая в сезоне 2001/02 набрала 570 очков. В этом сезоне Тейлор также установила рекорд по среднему количеству очков за игру — 28,5.
Самым титулованным игроком в истории женской НБЛ является Джули Никел, которая выигрывала титул лучшего стрелка пять раз, Сьюзи Баткович становилась лучшим снайпером четыре раза, Лорен Джексон и Лиз Кэмбидж получали этот приз трижды, а ещё четыре игрока, Кэти Фостер, Сэнди Бронделло, Пенни Тейлор и Сэми Уиткомб награждались этой премией два раза. Один раз обладателями данной награды стали сразу два игрока (1994). Чаще других обладателями этой премии становились игроки команды «Мельбурн Бумерс» (шесть раз), а «Норланга Тайгерс», «Сидней Юни Флэймз», «Канберра Кэпиталз», «Саутсайд Флайерз» и Перт Линкс (по пять раз), «Аделаида Лайтнинг» (три раза). Действующим обладателем почётного трофея является Сэми Уиткомб из клуба «Бендиго Спирит».

## Легенда к списку
|                             | Обозначает, что в этом сезоне было сразу два победителя                 |
| ^                           | Помечены игроки, выступающие в женской НБЛ по сей день                  |
| *                           | Избраны в Австралийский баскетбольный Зал славы                         |
| Игрок (жирным шрифтом)      | Игроки, выигравшие чемпионский титул в этом же сезоне                   |
| Игрок или команда (X)       | Количество титулов, выигранных игроком или его командой                 |
| 570 и 28,5 (жирным шрифтом) | Лучший результат по очкам и среднему набору за игру за всю историю лиги |

## Обладатели награды

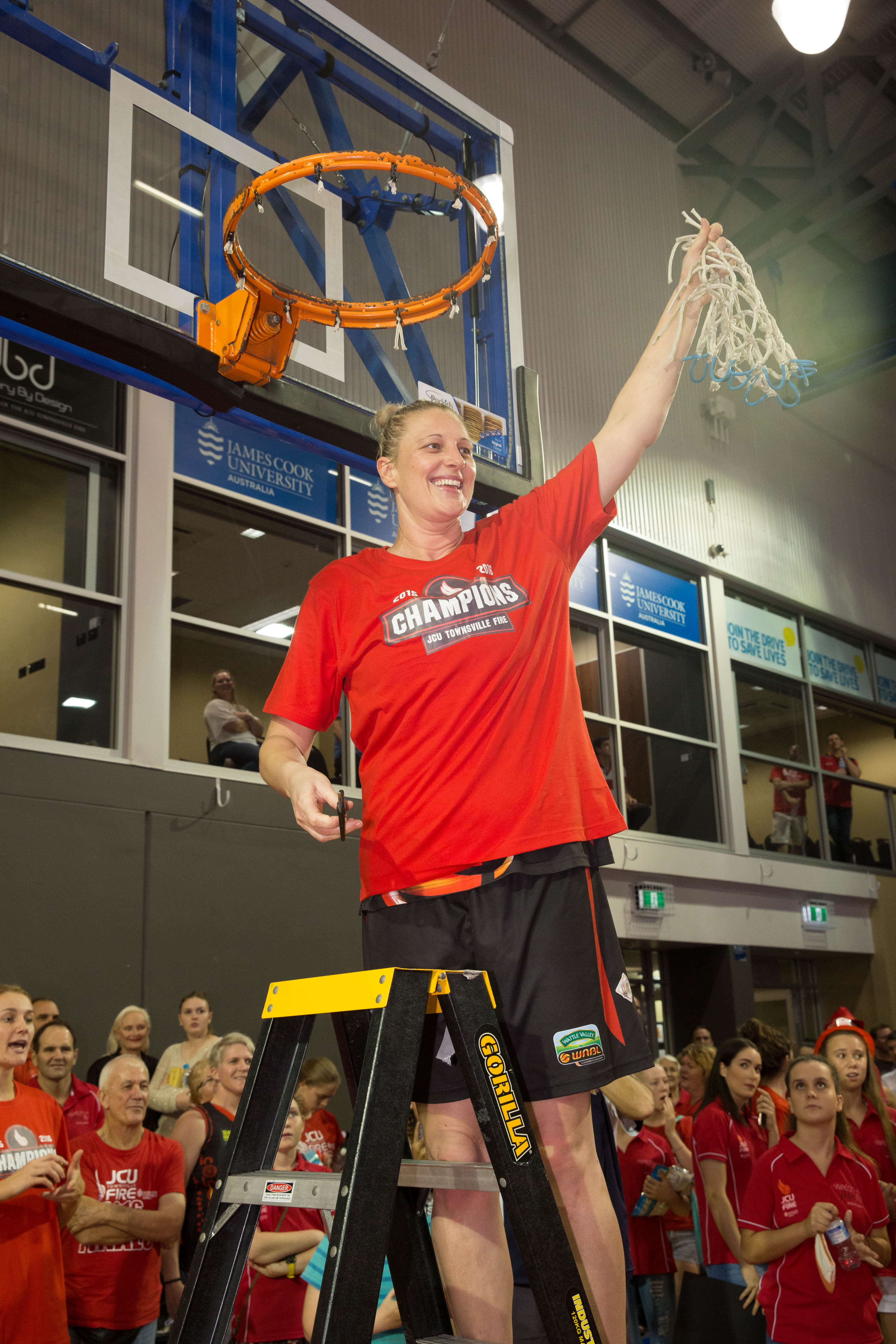
Сьюзи Баткович 4 раза выигрывала почётный приз

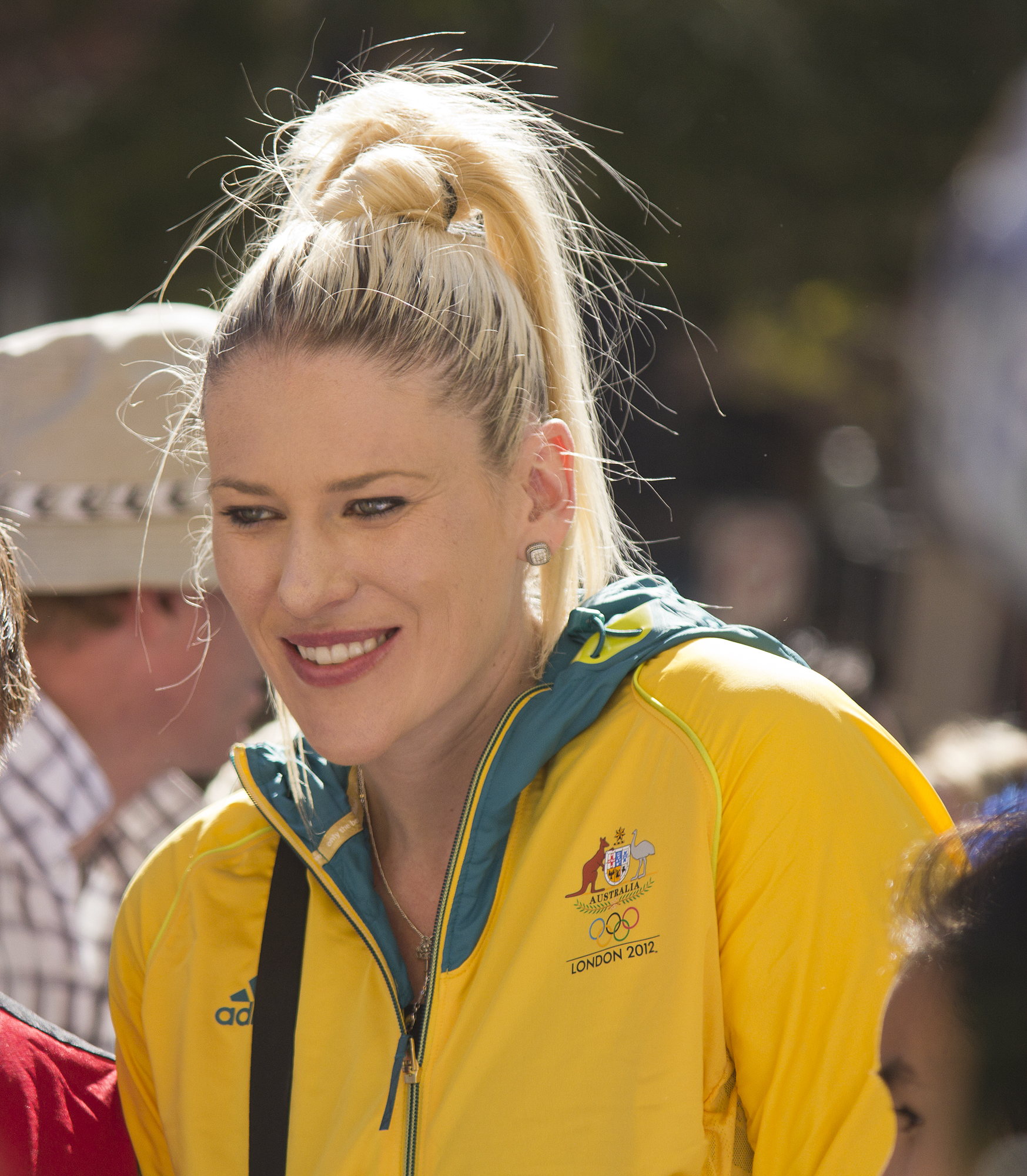
Лорен Джексон 3 раза выигрывала этот трофей

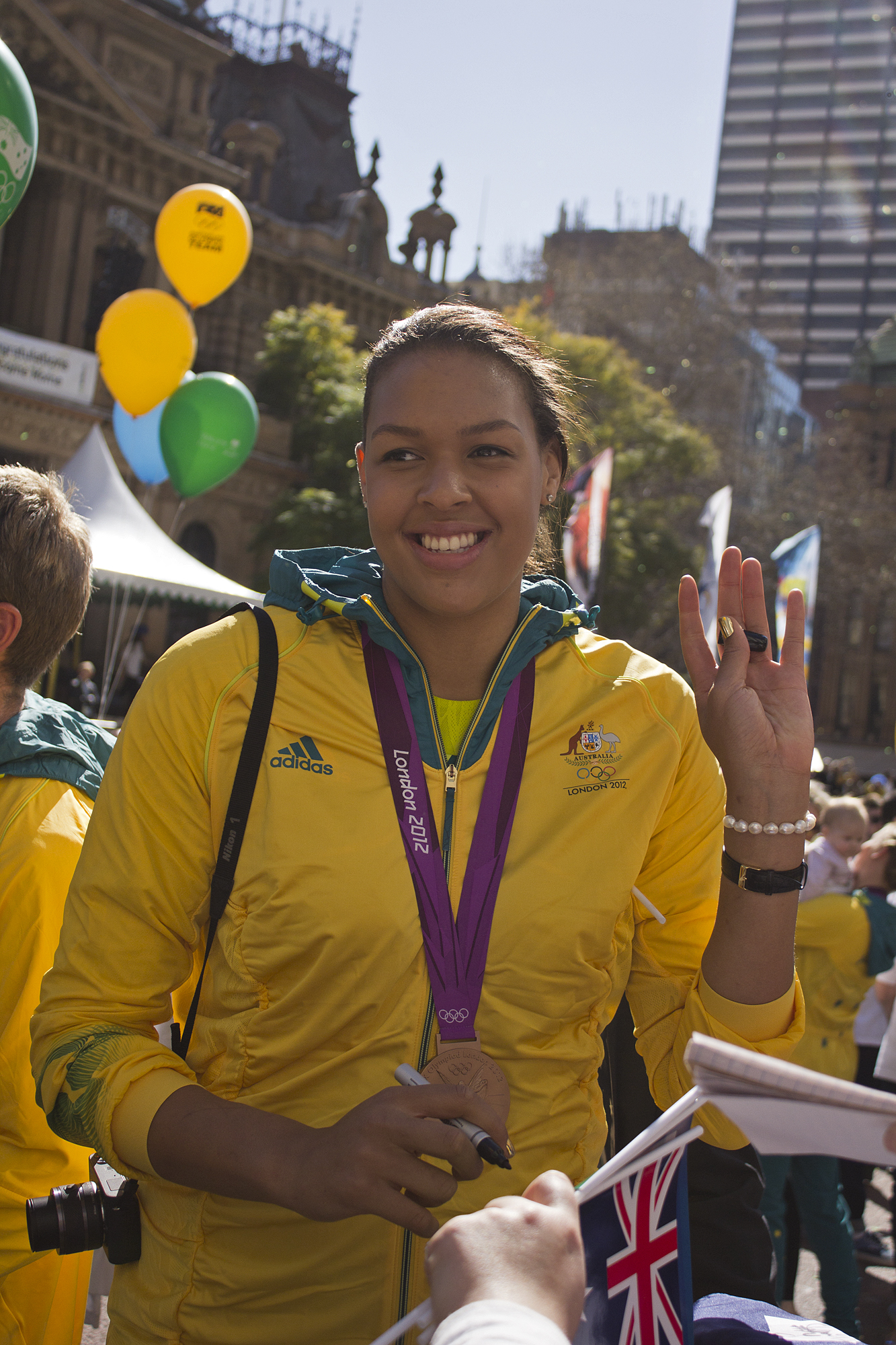
Лиз Кэмбидж выигрывала данную премию два раза

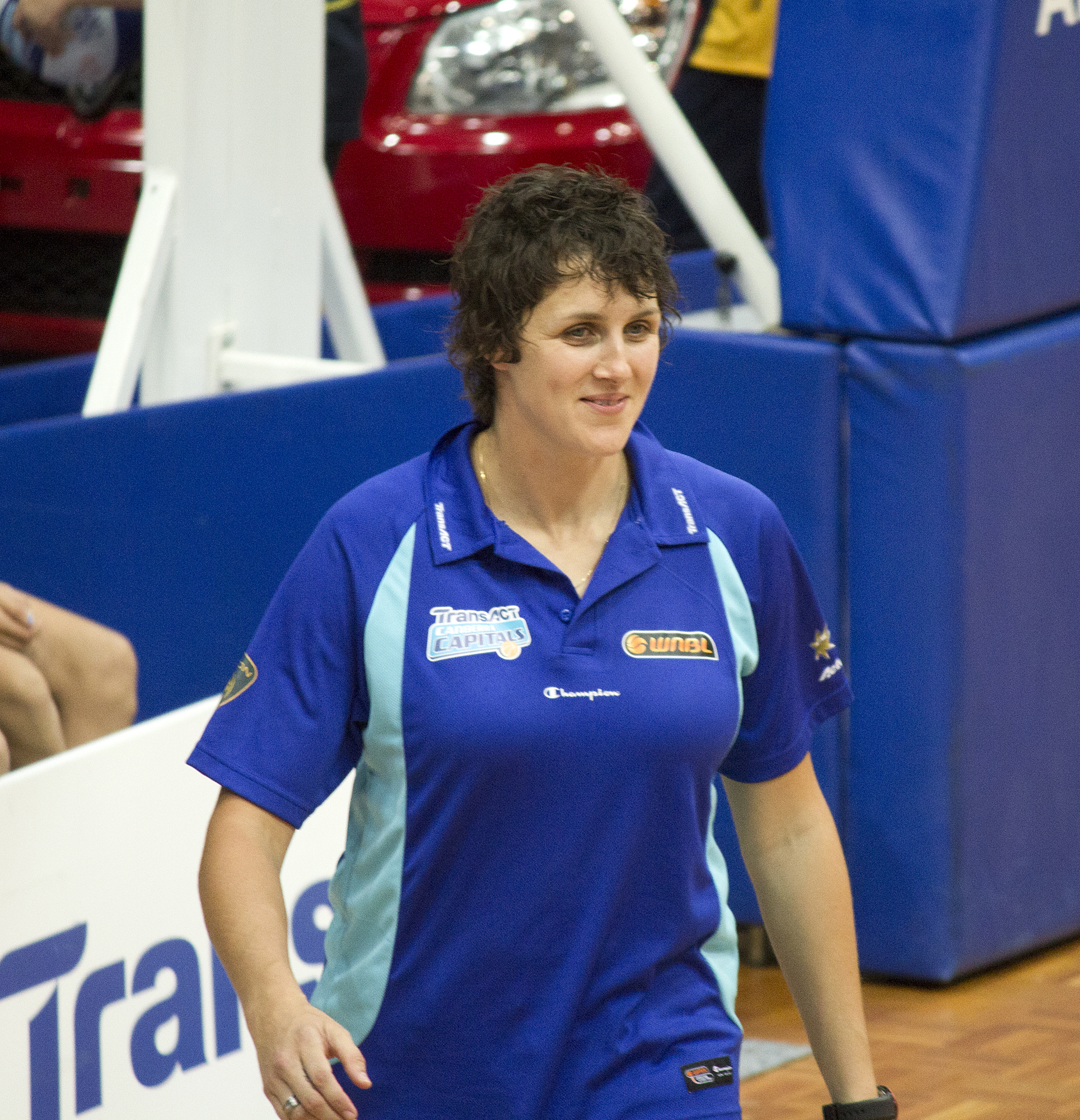
Натали Портер выиграла эту награду в 2008 году

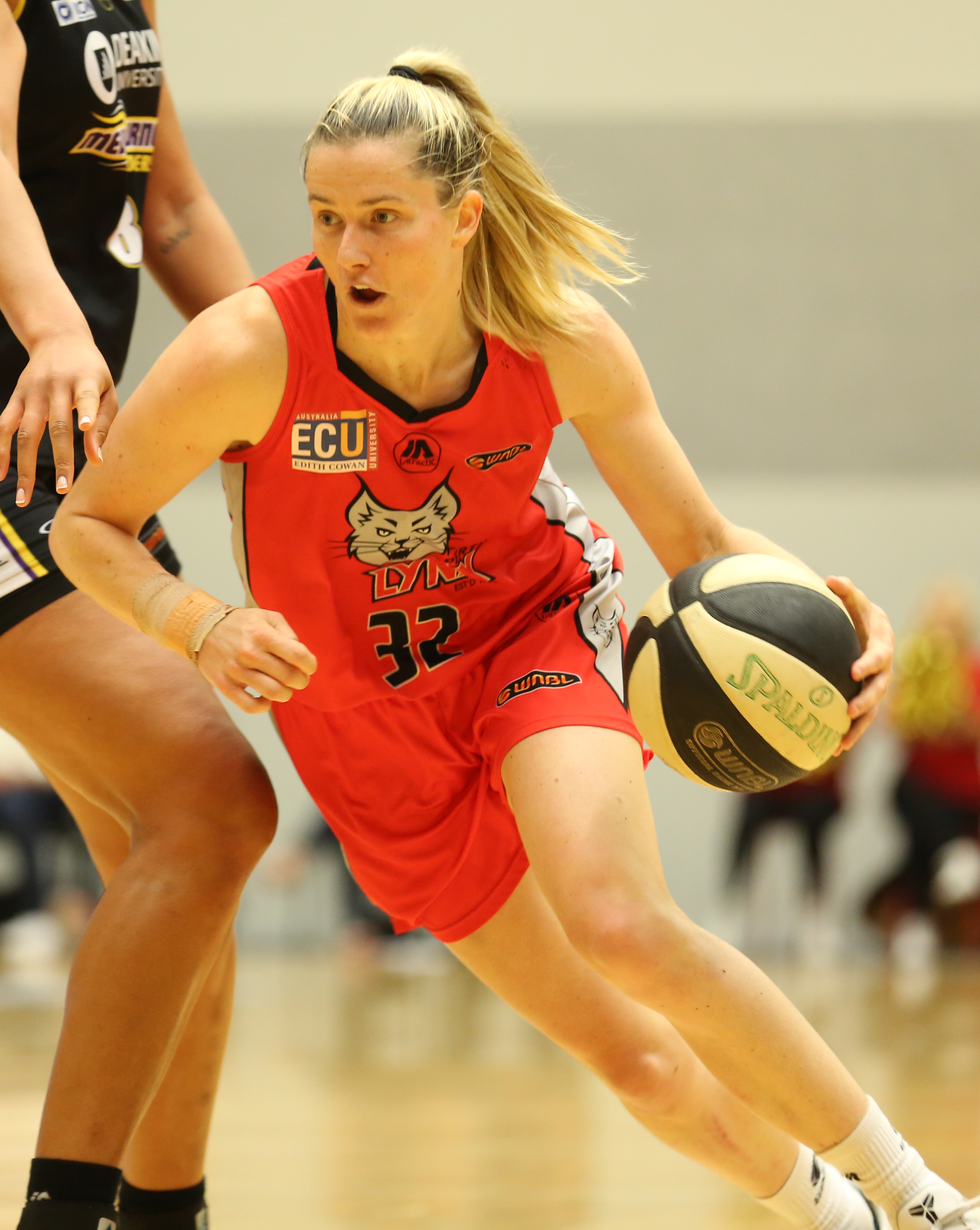
Сэми Уиткомб выиграла этот трофей в 2017 году

| Год     | Игрок                | Очки | Игры | PPG  | Национальность | Позиция             | Команда                       | Ссылки          |
| ------- | -------------------- | ---- | ---- | ---- | -------------- | ------------------- | ----------------------------- | --------------- |
| 1981    | Джули Никел*         | 288  | 13   | 22,2 | Австралия      | Форвард             | Норланга Тайгерс              |                 |
| 1982    | Карен Огден*         | 410  | 17   | 24,1 | Австралия      |                     | Сент-Килда Сейнтс             |                 |
| 1983    | Джули Никел* (2)     | 398  | 17   | 23,4 | Австралия      | Форвард             | Норланга Тайгерс (2)          |                 |
| 1984    | Джули Никел* (3)     | 227  | 9    | 25,2 | Австралия      | Форвард             | Норланга Тайгерс (3)          |                 |
| 1985    | Джули Никел* (4)     | 297  | 15   | 19,8 | Австралия      | Форвард             | Норланга Тайгерс (4)          |                 |
| 1986    | Карин Маар*          | 500  | 25   | 20,0 | Австралия      | Защитник            | Коберг Кугэрз                 |                 |
| 1987    | Кэти Фостер*         | 415  | 20   | 20,8 | Австралия      | Форвард             | Хобарт Айлендерс              |                 |
| 1988    | Джули Никел* (5)     | 452  | 21   | 21,5 | Австралия      | Форвард             | Норланга Тайгерс (5)          |                 |
| 1989    | Кэти Фостер* (2)     | 517  | 25   | 20,7 | Австралия      | Форвард             | Хобарт Айлендерс (2)          |                 |
| 1990    | Дебби Слиммон        | 553  | 25   | 22,1 | Австралия      | Форвард             | Буллин Бумерс                 |                 |
| 1991    | Джоанн Меткалф       | 479  | 22   | 21,8 | Австралия      | Форвард             | Мельбурн Тайгерс              |                 |
| 1992    | Джоди Мерфи          | 376  | 21   | 17,9 | Австралия      | Форвард             | Канберра Кэпиталз             |                 |
| 1993    | Саманта Торнтон      | 359  | 19   | 18,9 | Австралия      | Форвард             | Данденонг Рейнджерс           |                 |
| 1994    | Сэнди Бронделло*     | 340  | 17   | 20,0 | Австралия      | Защитник            | Брисбен Блэйзерс              |                 |
| 1994    | Шелли Горман*        | 340  | 17   | 20,0 | Австралия      | Форвард             | Сидней Флэймз                 |                 |
| 1995    | Сэнди Бронделло* (2) | 357  | 18   | 19,8 | Австралия      | Защитник            | Брисбен Блэйзерс (2)          |                 |
| 1996    | Джина Стивенс        | 375  | 18   | 20,8 | Австралия      | Форвард             | Перт Брейкерс                 |                 |
| 1997    | Рэйчел Спорн*        | 429  | 20   | 21,5 | Австралия      | Форвард             | Аделаида Лайтнинг             |                 |
| 1998    | Эллисон Кук*         | 232  | 12   | 19,3 | Австралия      | Защитник            | Буллин Бумерс (2)             | [ 2 ] [ K 3 ]   |
| 1998/99 | Лорен Джексон*       | 463  | 20   | 23,2 | Австралия      | Форвард / Центровая | Австралийский институт спорта | [ 3 ] [ K 4 ]   |
| 1999/00 | Триша Фэллон*        | 434  | 21   | 20,7 | Австралия      | Защитник / Форвард  | Сидней Флэймз (2)             | [ 4 ] [ K 6 ]   |
| 2000/01 | Пенни Тейлор         | 536  | 21   | 25,5 | Австралия      | Форвард             | Данденонг Рейнджерс (2)       | [ 5 ] [ K 8 ]   |
| 2001/02 | Пенни Тейлор (2)     | 570  | 20   | 28,5 | Австралия      | Форвард             | Данденонг Рейнджерс (3)       | [ 5 ] [ K 9 ]   |
| 2002/03 | Лорен Джексон* (2)   | 462  | 17   | 27,2 | Австралия      | Форвард / Центровая | Канберра Кэпиталз (2)         | [ 3 ] [ K 10 ]  |
| 2003/04 | Лорен Джексон* (3)   | 391  | 14   | 27,9 | Австралия      | Форвард / Центровая | Канберра Кэпиталз (3)         | [ 3 ] [ K 11 ]  |
| 2004/05 | Белинда Снелл        | 427  | 21   | 20,3 | Австралия      | Защитник / Форвард  | Сидней Юни Флэймз (3)         | [ 6 ] [ K 12 ]  |
| 2005/06 | Деанна Смит          | 456  | 21   | 21,7 | Австралия      | Защитник            | Перт Линкс (2)                | [ 7 ] [ K 13 ]  |
| 2006/07 | Холли Грима          | 403  | 21   | 19,2 | Австралия      | Центровая           | Буллин Бумерс (3)             | [ 8 ] [ K 14 ]  |
| 2007/08 | Натали Портер        | 566  | 23   | 24,6 | Австралия      | Форвард             | Сидней Юни Флэймз (4)         | [ 9 ] [ K 15 ]  |
| 2008/09 | Рохани Кокс          | 466  | 22   | 21,2 | Австралия      | Защитник / Форвард  | Таунсвилл Файр                | [ 10 ] [ K 16 ] |
| 2009/10 | Сьюзи Баткович       | 491  | 20   | 24,6 | Австралия      | Центровая           | Сидней Юни Флэймз (5)         | [ 11 ] [ K 17 ] |
| 2010/11 | Лиз Кэмбидж^         | 490  | 22   | 22,3 | Австралия      | Центровая           | Буллин Бумерс (4)             | [ 12 ] [ K 18 ] |
| 2011/12 | Сьюзи Баткович (2)   | 438  | 18   | 24,3 | Австралия      | Центровая           | Аделаида Лайтнинг (2)         | [ 11 ] [ K 19 ] |
| 2012/13 | Сьюзи Баткович (3)   | 405  | 19   | 21,3 | Австралия      | Центровая           | Аделаида Лайтнинг (3)         | [ 11 ] [ K 20 ] |
| 2013/14 | Дженна О’Хей         | 453  | 22   | 20,6 | Австралия      | Защитник / Форвард  | Данденонг Рейнджерс (4)       | [ 13 ] [ K 21 ] |
| 2014/15 | Эбби Бишоп^          | 506  | 22   | 23,0 | Австралия      | Форвард             | Канберра Кэпиталз (4)         | [ 14 ] [ K 22 ] |
| 2015/16 | Сьюзи Баткович (4)   | 498  | 24   | 20,8 | Австралия      | Центровая           | Таунсвилл Файр (2)            | [ 11 ] [ K 23 ] |
| 2016/17 | Сэми Уиткомб^        | 567  | 24   | 23,6 | США            | Защитник / Форвард  | Перт Линкс (3)                | [ 15 ] [ K 24 ] |
| 2017/18 | Лиз Кэмбидж^ (2)     | 451  | 19   | 23,7 | Австралия      | Центровая           | Мельбурн Бумерс (5)           | [ 12 ] [ K 25 ] |
| 2018/19 | Эйжа Тейлор^         | 415  | 21   | 19,8 | США            | Форвард / Защитник  | Перт Линкс (4)                | [ 16 ] [ K 26 ] |
| 2019/20 | Киа Нерс^            | 447  | 21   | 21,3 | Канада         | Защитник            | Канберра Кэпиталз (5)         | [ 17 ] [ K 27 ] |
| 2020    | Лиз Кэмбидж^ (3)     | 307  | 13   | 23,6 | Австралия      | Центровая           | Саутсайд Флайерз (5)          | [ 12 ] [ K 28 ] |
| 2021/22 | Аннели Мейли^        | 316  | 16   | 19,8 | Австралия      | Форвард             | Бендиго Спирит                | [ 18 ] [ K 29 ] |
| 2022/23 | Тиффани Митчелл^     | 364  | 18   | 20,2 | США            | Защитник            | Мельбурн Бумерс (6)           | [ 19 ] [ K 30 ] |
| 2023/24 | Эйри Макдональд^     | 257  | 13   | 19,8 | США            | Защитник            | Перт Линкс (5)                | [ 20 ] [ K 31 ] |
| 2024/25 | Сэми Уиткомб^ (2)    | 440  | 21   | 21,0 | Австралия      | Защитник / Форвард  | Бендиго Спирит (2)            | [ 15 ] [ K 32 ] |

## Комментарии
1. ↑  Данные в статистике указаны общие, то есть в ней указана сумма игр и статистических показателей регулярного чемпионата и финалов, лучший снайпер же определяется по лучшему среднему показателю очков за игру сразу после окончания регулярного сезона, поэтому, чтобы узнать статистику игрока в регулярке, нужно вычесть из общего итога количество игр и очков в финалах. На официальном сайте статистика игроков ведётся с сезона 1998 года.
2. ↑  Один и тот же источник сам себе противоречит: на 7-й странице написано, что в этом сезоне Сэнди Бронделло и Шелли Горман провели по 19 встреч (17,9 очков в среднем за игру), а на 104-й странице указано, что они сыграли по 17 матчей (20,0 очков в среднем за игру), что более соответствует истине, так как Бронделло не могла провести более 18 игр, ибо её команда в этом сезоне не смогла выйти в финалы[1].
3. ↑  Эллисон Кук в финалах за команду «Буллин Бумерс» не играла, так как клуб в них не вышел, заняв седьмое место.
4. ↑  Лорен Джексон сыграла в финалах за команду «Австралийский институт спорта» два матча, в которых набрала 36 очков.
5. ↑  Один и тот же источник сам себе противоречит: на 7-й странице написано, что в этом сезоне лучшим снайпером стала Триша Фэллон, а на 110-й странице указано, что самым результативным игроком турнира 1999/2000 годов была Лорен Джексон, набирая по 23,4 очка в среднем за игру (421 очко в 18 играх), а Фэллон заняла второе место, возможно, здесь вкралась ошибка, и лидер был указан по общему числу очков (434 против 421), а не по среднему количеству за игру[1].
6. ↑  Триша Фэллон в финалах за команду «Сидней Флэймз» не играла, так как клуб в них не вышел, заняв шестое место.
7. ↑  На указанных внизу статьи ссылках Пенни Тейлор набрала в регулярке 536 очков, но в статистике значится 573 очка, а учитывая, что в двух играх финалов она набрала 38 очков, получается всего 535.
8. ↑  Пенни Тейлор сыграла в финалах за команду «Данденонг Рейнджерс» два матча, в которых набрала 38 очков.
9. ↑  Пенни Тейлор сыграла в финалах за команду «Данденонг Рейнджерс» один матч, в котором набрала 14 очков.
10. ↑  Лорен Джексон сыграла в финалах за команду «Канберра Кэпиталз» два матча, в которых набрала 68 очков.
11. ↑  Лорен Джексон сыграла в финалах за команду «Канберра Кэпиталз» один матч, в которых набрала 30 очков.
12. ↑  Белинда Снелл сыграла в финалах за команду «Сидней Юни Флэймз» три матча, в которых набрала 74 очка.
13. ↑  Деанна Смит в финалах за команду «Перт Линкс» не играла, так как клуб в них не вышел, заняв седьмое место.
14. ↑  Холли Грима в финалах за команду «Буллин Бумерс» не играла, так как клуб в них не вышел, заняв пятое место.
15. ↑  Натали Портер сыграла в финалах за команду «Сидней Юни Флэймз» два матча, в которых набрала 40 очков.
16. ↑  Рохани Кокс сыграла в финалах за команду «Таунсвилл Файр» два матча, в которых набрала 41 очко.
17. ↑  Сьюзи Баткович в финалах за команду «Сидней Юни Флэймз» не играла из-за травмы, которую получила 5 февраля в матче против «Таунсвилл Файр», хотя клуб в них вышел, заняв второое место.
18. ↑  Лиз Кэмбидж сыграла в финалах за команду «Буллин Бумерс» два матча, в которых набрала 46 очков.
19. ↑  Сьюзи Баткович сыграла в финалах за команду «Аделаида Лайтнинг» два матча, в которых набрала 49 очков.
20. ↑  Сьюзи Баткович сыграла в финалах за команду «Аделаида Лайтнинг» один матч, в котором набрала 15 очков.
21. ↑  Дженна О’Хей сыграла в финалах за команду «Данденонг Рейнджерс» два матча, в которых набрала 43 очка.
22. ↑  Эбби Бишоп в финалах за команду «Канберра Кэпиталз» не играла, так как клуб в них не вышел, заняв пятое место.
23. ↑  Сьюзи Баткович сыграла в финалах за команду «Таунсвилл Файр» четыре матча, в которых набрала 83 очка.
24. ↑  Сэми Уиткомб сыграла в финалах за команду «Перт Линкс» три матча, в которых набрала 85 очков.
25. ↑  Лиз Кэмбидж сыграла в финалах за команду «Мельбурн Бумерс» пять матчей, в которых набрала 104 очка.
26. ↑  Эйжа Тейлор сыграла в финалах за команду «Перт Линкс» два матча, в которых набрала 20 очков.
27. ↑  Киа Нерс сыграла в финалах за команду «Канберра Кэпиталз» пять матчей, в которых набрала 97 очков.
28. ↑  Лиз Кэмбидж сыграла в финалах за команду «Саутсайд Флайерз» два матча, в которых набрала 45 очков.
29. ↑  Аннели Мейли в финалах за команду «Бендиго Спирит» не играла, так как клуб в них не вышел, заняв пятое место.
30. ↑  Тиффани Митчелл сыграла в финалах за команду «Мельбурн Бумерс» три матча, в которых набрала 77 очков.
31. ↑  Эйри Макдональд сыграла в финалах за команду «Перт Линкс» пять матчей, в которых набрала 115 очков.
32. ↑  Сэми Уиткомб сыграла в финалах за команду «Бендиго Спирит» четыре матча, в которых набрала 86 очков.